# PSR B1620-26 b
PSR B1620-26 b är en exoplanet (planet utanför Solsystemet) som kretsar kring pulsaren PSR B1620-26 i stjärnhopen M4. Den befinner sig på ungefär 12 400 ljusårs avstånd från Jorden i stjärnbilden Skorpionen. Planeten beräknas ha högre ålder än någon annan känd exoplanet - 12,7 miljarder år.

## Planetens solsystem
| PSR B1620-26 b | Jupiter |
| -------------- | ------- |
|                |         |

PSR B1620-26 b kretsar kring en dubbelstjärna. En av stjärnorna, en pulsar, är en neutronstjärna som roterar 100 varv runt sin axel per sekund. Den andra är en vit dvärg med en massa på 0,34 solmassor. Dessa stjärnor kretsar runt varandra på ett avstånd av omkring 1 AU ungefär med en period på ungefär ett halvt år. När ett tredje objekt hittades i systemet blev planetens officiella beteckning PSR B1620-26 b. Planeten har en massa på 2,5 gånger Jupiters och dess omloppsbana liknar den som Uranus har runt solen, men är något större (23 AU eller 3400 miljoner km). Varje varv runt stjärnparet tar ungefär 100 år.
Trippelsystemet ligger just utanför kärnan av den klotformiga stjärnhopen M4. Åldern på hopen är uppskattad till omkring 12,7 miljarder år, och eftersom alla stjärnor i en hop bildas ungefär samtidigt och planeterna antas bildas tillsammans med stjärnorna, är det troligt att PSR B1620-26 b också bildades för omkring 12,7 miljarder år sedan. Den är därmed mycket äldre än någon annan känd planet, och nära tre gånger så gammal som jorden. Smeknamnet "Methuselah" fick den som en referens till den långlivade Methusalem i Bibeln. Namnet används dock inte så ofta i astronomisk litteratur, och det har inte blivit accepterat av den internationella astronomiska unionen som namnger astronomiska objekt.

## Upptäckt

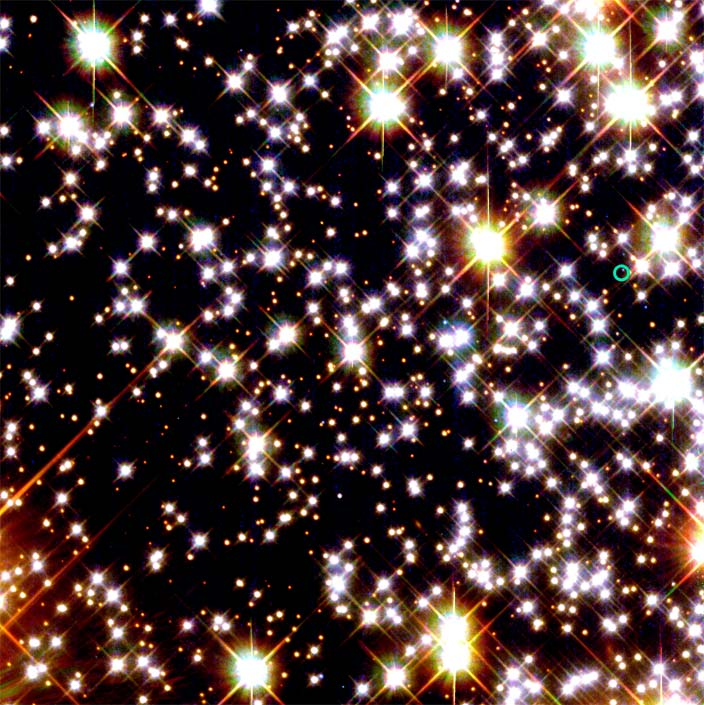
Platsen för pulsaren och planeten.

Likt nästan alla exoplaneter som hittills upptäckts blev PSR B1620-26 b upptäckt genom Dopplereffekten. I det tidiga 1990-talet upptäckte en grupp astronomer ledda av Donald Backer vad de trodde var en dubbelpulsar, men ett tredje objekt behövdes för att förklara den observerade Dopplereffekten. Inom några år hade de mätt de gravitationella effekterna på planetens bana från pulsaren och den vita dvärgen. Man kunde därmed göra en uppskattning av massan, som gav vid handen att den var för liten för att vara en stjärna. Upptäckten offentliggjordes 1993.
Studier av planetens omloppsbana gjorde det också möjligt att fastställa den vita dvärgens massa, och rådande teorier om planetbildning pekade på att den vita dvärgen skulle vara ung och het. Den 10 juli 2003 tillkännagavs så upptäckten av den vita dvärgen och de redan föreslagna data bekräftades med hjälp av observationer från Rymdteleskopet Hubble. Namnet Methuselah introducerades på en Nasa-konferens.

## Planetens utveckling
Hur en pulsarplanet bildas är fortfarande okänt, men troligtvis bildades den inte där vi ser den idag. På grund av de minskade gravitationella krafterna när en stjärnas kärnregion kollapsar till en neutronstjärna och kastar av sig det mesta av sin massa i en supernovaexplosion, är det osannolikt att en planet skulle kunna stanna i omloppsbana efter att något sådant inträffat. Det är mer troligt att planeten formades runt den stjärna som nu har blivit en vit dvärg, och att stjärnan och planeten senare fångades upp i omloppsbana runt neutronstjärnan.

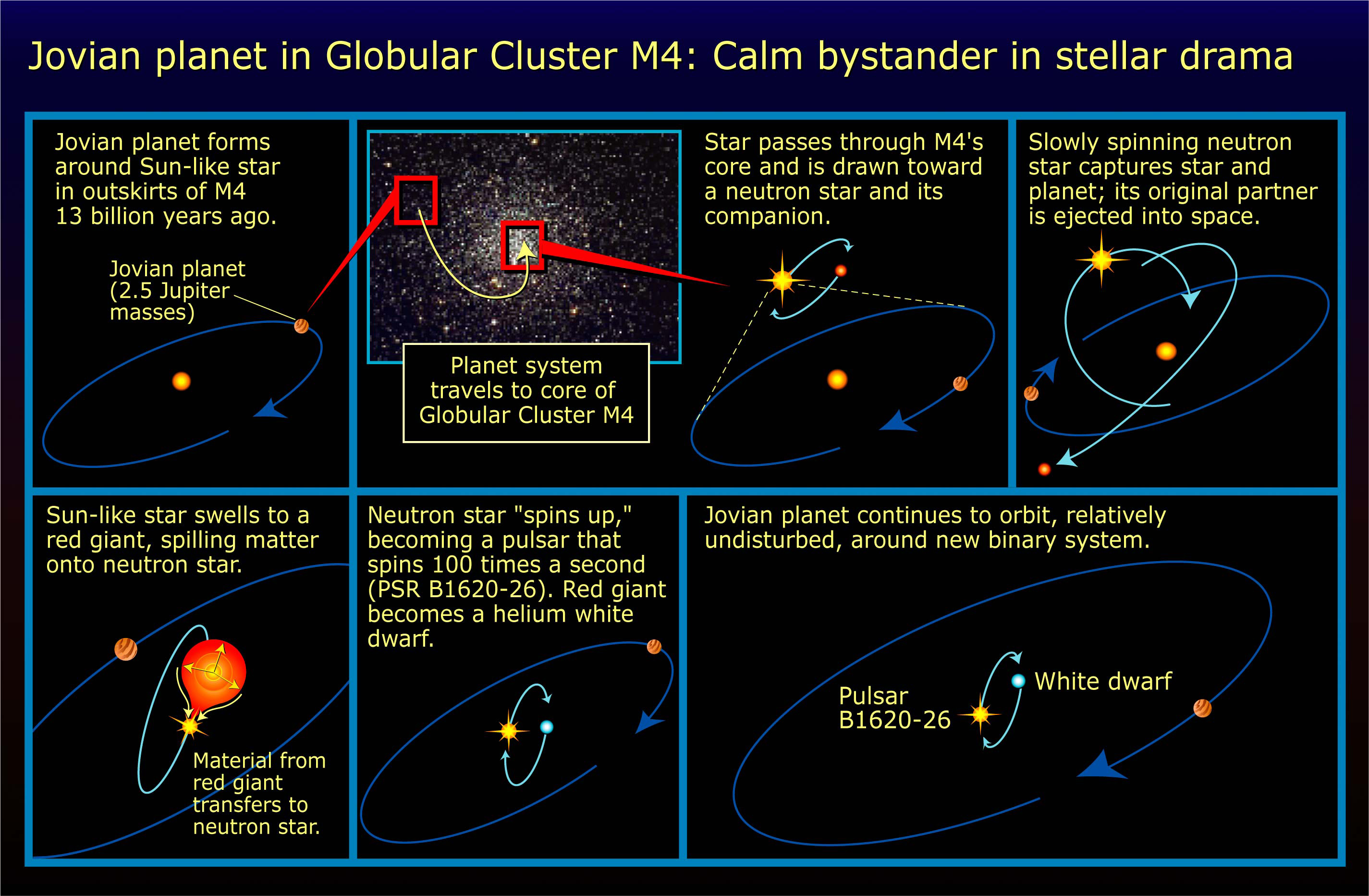
Framväxten av PSR B1620-26-systemet

Att himlakroppar stöter på varandra är inte vanligt i Vintergatans skiva, där vår sol finns, men i de täta kärnorna av klotformiga stjärnhopar händer detta ofta. Vid någon tidpunkt för omkring 10 miljarder år sedan närmade sig neutronstjärnan en stjärna med en planet och fångade in dem i en tät omloppsbana. För omkring 500 miljoner år sedan började den nyligen fångade stjärnan expandera till en röd jätte.
Typiska pulsarperioder för unga pulsarer är i storleksordningen 1 sekund, och de ökar med tiden; de väldigt snabba pulserna hos så kallade millisekundpulsarer beror på överföring av material från en kompanjon. Pulsperioden för PSR B1620-26 är några få millisekunder, vilket alltså är ett starkt indicium på massöverföring. Man tror att när pulsarens röda jätte expanderade, fylldes och överskreds dess Roche-lob så att dess ytlager började överföras till neutronstjärnan.
Den infallande materian skapade komplexa och spektakulära effekter. Bland annat 'spann den upp' neutronstjärnan, på grund av överföring av rörelsemängdsmoment, och för ett par hundra miljoner år formade stjärnorna en dubbel röntgenstjärna med en låg massa, där den infallande materian hettades upp till tillräckligt höga temperaturer för att lysa i röntgenstrålning.   
Massöverföringen kom till ett slut då den massförlorande stjärnans ytlager hade förbrukats, och kärnan krympte ihop till en vit dvärg. Nu kretsar stjärnorna fredligt runt varandra. Långtidsutsikterna för PSR B1620-26 b är dåliga. Trippelsystemet, vilket är mycket mer massivt än en typisk isolerad stjärna i M4, närmar sig sakta men säkert stjärnhopens kärna, där densiteten är mycket hög.
Om ungefär en miljard år kommer trippeln troligtvis ha en annan nära sammandrabbning med en närliggande stjärna. Den vanligaste utgången för sådana sammandrabbningar är att den lättaste kompanjonen kastas ut från mångstjärnsystemet. Om detta händer är det mest troliga resultatet att PSR B1620-26 b helt kastas ut ur M4, och under sin resterande livstid rör sig ensam i den interstellära rymden som en interstellär planet.